# Бребу-Ноу
Бребу-Ноу (рум. Brebu Nou) — село у повіті Караш-Северін в Румунії. Адміністративний центр комуни Бребу-Ноу.
Село розташоване на відстані 324 км на захід від Бухареста, 20 км на схід від Решиці, 91 км на південний схід від Тімішоари.

## Населення
За даними перепису населення 2002 року у селі проживали 17 осіб, з них 9 осіб (52,9%) румунів. Рідною мовою 9 осіб (52,9%) назвали румунську.